# Lawrence Mukomberanwa
Lawrence Mukomberanwa  es un escultor de Zimbabue conocido por sus tallas en piedra, nacido el año 1976.

## Datos biográficos
Hijo de  Nicholas Mukomberanwa, Lawrence trabajó con su padre mientras recibía la formación para ser piloto comercial. Trabajó en ese campo durante algunos años antes de dedicarse a la escultura a tiempo completo. Sus obras han aparecido en una serie de exposiciones de Europa.
Es el hermano Taguma, Anderson, Ennica y Netsai Mukomberanwa; y el primo de Nesbert Mukomberanwa todos ellos escultores .

## Retirada de piloto para ser escultor
Lawrence Mukomberanwa, el hijo del legendario escultor fallecido Nicholas, dijo no arrepentirse de haber renunciado a su trabajo como piloto comercial para seguir los pasos de su padre.